# ТЕЦ Кремиковці
ТЕЦ Кремиковці — болгарська теплоелектроцентраль, яка обслуговувала роботу Кремиковського металургійного комбінату (наразі в межах столиці країни Софії).
ТЕЦ Кремиковці почала роботу в 1963 році. Всього на її майданчику змонтували п'ять парових котлів тепловою потужністю по 214 МВт, від яких, зокрема, живились чотири парові турбіни загальною потужністю 112 МВт: одна з показником 12 МВт, одна потужністю 50 МВт та дві теплофікаційні потужністю по 25 МВт (останні були постачені Калузьким турбінним заводом у 1977 та 1990 роках).
Первісно основним паливом було кам'яне вугілля із Софійського басейну, крім того, спалювали доменний та коксовий газ і залишок від коксування. З 1984-го із екологічних міркувань вугілля замінили на блакитне паливо (надходить до Софії через Північне та Південне газопровідні напівкільця). Станом на 2000 рік в структурі споживання палива на природний газ припадало 36 %, майже таку ж частку — 35 % — мав доменний газ, тоді як коксовий газ та залишок від коксування забезпечували 18 % та 11 % відповідно.
Наприкінці 2000-х металургійний комбінат остаточно збанкрутував та припинив роботу.